# 竹禅
竹禅（1825年—1901年），俗姓王，号熹公，清朝忠州直隶州梁山县（今重庆市梁平区）仁贤镇人，曾先后住锡过成都府文殊院、宝光寺、龙藏寺、昭觉寺、汉阳府归元寺、九华山化城寺、杭州府灵隐寺、宁波府天童寺、阿育王寺、普陀山白华庵、松江府龙华寺，还曾游历京师，同名士翁同龢、徐郙交游，应邀为慈禧太后作画，为慈禧太后传戒。和“扬州八怪”媲美，是晚清闻名遐迩的画坛大师。遗著《画家三昧》己由中国书店影印出版。

## 生平
1825年（道光五年），竹禅出生在忠州直隶州梁山县（今重庆市梁平区）仁贤镇。14岁，竹禅在梁山县报国寺出家为僧，之后在双桂堂受具足戒。因平生爱竹和书画，取名“竹禅”，并且篆刻了两枚印章伴随一生“王子出家”（王氏之子出家）“削发报国”（报国寺削发为僧）。
后来，竹禅和一位女子相爱，遭到官府捉拿，成都将军完颜崇实念其有才，帮助他离开了梁山县，他躲到了成都府附近的宝光寺和龙藏寺，因两座寺院是破山海明双桂堂的法脉，竹禅备受优待。一年之后，竹禅离开寺院，前往京师寺院参访，并且在山西省、直隶省有短暂的停留。回到家乡之后，竹禅仍然居住在梁山县报国寺。1869年（同治八年），竹禅乘船从长江到达松江府，此后遍游名山大川，在直隶省无量庵、九华山化城寺、松江府龙华寺、普陀山白华庵、杭州府灵隐寺、宁波府天童寺停留，其中在普陀山和松江府停留时间最长，前后近30年。
1899年（光绪二十五年）春季，双桂堂派人前往松江府福田庵迎请竹禅回寺，在寺里，竹禅对僧人们说：“吾世缘将满，当从来处去”。1900年（光绪二十六年）夏季，竹禅从松江府起程，在汉阳府归元寺稍作休整之后，回到了双桂堂，这年冬月初一，他荣升双桂堂方丈，隆冬，竹禅在方丈室圆寂，世寿77岁。

## 著作
- 《画家三昧》

## 评价
《普陀洛迦新志》：“性慷慨，凡修筑寺院，赈济灾黎，辄画数百纸助之。”
《中国艺术家辞典》称他“水墨人物，山水竹石，人谓别成一派。”
《四川佛教文化》介绍他说，双桂堂“第十代方丈乃著名书画家竹禅，被列为世界著名宗教人物。”